# Hermitage (Arkansas)
Hermitage é uma cidade  localizada no estado americano de Arkansas, no Condado de Bradley.

## Demografia
Segundo o censo americano de 2000, a sua população era de 769 habitantes.
Em 2006, foi estimada uma população de 759, um decréscimo de 10 (-1.3%).

## Geografia
De acordo com o United States Census Bureau, a localidade tem uma área de 3,0 km², sem área coberta por água. Hermitage localiza-se a aproximadamente 52 m acima do nível do mar.

## Localidades na vizinhança
O diagrama seguinte representa as localidades num raio de 32 km ao redor de Hermitage.